# Hristo Gertchev
 (octobre 2021).
 (octobre 2021).
Hristo Gertchev est philologue, bibliographe, publiciste, historien local, journaliste, traducteur, écrivain, poète, critique littéraire, personnalité publique, artiste autodidacte et chercheur du passé culturel et historique de la Bulgarie.
Il a étudié la littérature à l'Université d'Iéna (1906-1907) et est diplômé en philologie bulgare à l'Université de Sofia (1907-1911). Il a été directeur du lycée de filles de Choumen et a fréquenté les cercles intellectuels. Membre de l'Union des scientifiques, écrivains et artistes bulgares, il a également été rédacteur en chef de plusieurs journaux régionaux à Choumen. Il est l'auteur d'une étude sur la région de Choumen.